# Královský palác v Aranjuezu
Královský palác v Aranjuezu slouží pro potřeby španělského krále. Nachází se v městě Aranjuez v autonomním společenství Madrid. Stavba byla realizována španělskými architekty Juanem de Herrerem a Juanem Bautistou de Toledem na popud Filipa II.
Palác s přilehlou oblastí byl v roce 2001 zapsán mezi památky světového dědictví pod názvem Kulturní krajina Aranjuez.